# Il vendicatore dell'Arizona
Il vendicatore dell'Arizona (Gun the Man Down) è un film del 1956 diretto da Andrew V. McLaglen.
È un western statunitense ambientato nel 1880 con James Arness, Emile Meyer, Robert J. Wilke e Harry Carey Jr..

## Produzione
Il film, diretto da Andrew V. McLaglen (alla sua prima regia) su una sceneggiatura di Burt Kennedy e un soggetto di Sam Freedle, fu prodotto da Robert E. Morrison per la Batjac Productions (società di John Wayne) e girato nei Samuel Goldwyn Studios a West Hollywood e nel Jack Ingram Ranch a Woodland Hills, California, nel marzo del 1956.

## Distribuzione
Il film fu distribuito con il titolo Gun the Man Down negli Stati Uniti dal 15 novembre 1956 al cinema dalla United Artists.
Altre distribuzioni:
- in Brasile (Atirar para Matar)
- in Spagna (Matar a un hombre)
- in Francia (Légitime défense)
- in Italia (Il vendicatore dell'Arizona)
- negli Stati Uniti (Arizona Mission)

## Promozione
Le tagline sono:
- Here Come the Gunslingers! Lightning on the draw... Deadly in their aim... Goaded on to
- $5,000 REWARD paid only if he's dead.